# Steuermessbetrag
Der Steuermessbetrag stellt eine Rechengröße für die Festsetzung von Realsteuern dar. Realsteuern sind in Deutschland die Grundsteuer und die Gewerbesteuer (§ 3 Abs. 2 AO). Die Höhe der Realsteuern, deren Aufkommen insgesamt den Gemeinden zusteht (Art. 106 Abs. 6 GG), wird durch Anwendung eines Hebesatzes auf den Steuermessbetrag berechnet. Den Hebesatz bestimmt die jeweilige Gemeinde.
In Österreich finden Steuermessbeträge bei der Grundsteuer Verwendung.

## Sinn und Zweck
Steuermessbeträge dienen der Vereinfachung der Steuerfestsetzung bei den Realsteuern und der Aufteilung von Verwaltungszuständigkeiten für diese Steuern. An der Steuerfestsetzung sind sowohl die Behörden der Finanzverwaltung (Finanzämter) als auch die Steuerabteilungen der Gemeinden beteiligt. Die Steuermessbeträge werden von den Finanzämtern berechnet. Die Gemeinden verwenden diese anschließend, um die eigentliche Steuerhöhe zu bestimmen. Oder anders ausgedrückt: Das Finanzamt ermittelt die Besteuerungsgrundlagen und die Gemeinde die Steuer an sich. Somit benötigen die Gemeinden keine eigene Sachkenntnis auf dem Gebiet des materiellen Steuerrechts.

## Steuermessbetrag in Deutschland
Für die Messbetragsfestsetzung nutzen die Finanzbehörden Daten, die ihnen ohnehin vorliegen bzw. für deren Ermittlung sie gesetzlich zuständig sind. Bei den Gewerbesteuermessbeträgen: Daten der Gewinnermittlung, die wegen der Einkommensteuer- oder der Körperschaftsteuerfestsetzung in den Finanzämtern bereits vorhanden sind. Bei den Grundsteuermessbeträgen: Daten aus der Feststellung von Einheitswerten bzw. Grundsteuerwerten, die von den Finanzämtern selbst ermittelt werden.

### Verfahrensrecht
Der Steuermessbetrag wird durch einen Steuermessbescheid – eine Form des Steuerbescheids – vom Finanzamt festgesetzt und dem Steuerpflichtigen bekanntgegeben (§ 184 AO). Dabei wird auch über die persönliche und sachliche Steuerpflicht entschieden. Der Steuermessbescheid ist Grundlagenbescheid für den Gewerbesteuer- oder Grundsteuerbescheid (Folgebescheid). Der Steuermessbescheid ist bindend für den Folgebescheid und Einwendungen gegen die Höhe des Messbetrages verfahrensrechtlich sind nur durch Anfechtung des Steuermessbescheides möglich, nicht durch Anfechtung des Gewerbesteuer- bzw. Grundsteuerbescheides. Bei der Grundsteuer gibt es diesbezüglich eine Besonderheit: Der Grundsteuermessbescheid ist gleichzeitig Grundlagen- und Folgebescheid. Er ist Grundlagenbescheid im Hinblick auf den Grundsteuerbescheid und Folgebescheid in Bezug auf den Einheitswert- bzw. Grundsteuerwertbescheid.
Das Finanzamt gibt den Steuermessbescheid auch der Gemeinde bekannt, die aus dem Messbetrag die Steuer berechnet und den eigentlichen Steuerbescheid erstellt. Eine Ausnahme gibt es in den Stadtstaaten wie z. B. in Bremen. Hier ist das Finanzamt auch für den Erlass des Steuerbescheides zuständig.

### Arten

#### Gewerbesteuermessbetrag
Bei Gewerbebetrieben wird aus dem Gewinn und mittels gesetzlich festgelegten Hinzu- und Abrechnungen der Gewerbeertrag bestimmt sowie ein Freibetrag berücksichtigt. Das Ergebnis wird mit der Steuermesszahl 3,5 % multipliziert, um den Gewerbesteuermessbetrag zu erhalten (§ 11 GewStG). Das Finanzamt setzt den Messbetrag für einen Erhebungszeitraum fest, in der Regel ist dies ein Kalenderjahr (§ 14 GewStG). Von diesem Messbetrag wird dann durch die Gemeinde mittels Hebesatz die Gewerbesteuer berechnet und erhoben.

#### Grundsteuermessbetrag
Bis 2024 wurde der Grundsteuermessbetrag durch Anwendung einer Grundsteuermesszahl auf den Einheitswert des Grundstücks berechnet (§ 13 GrStG a.F.). Für Betriebe der Land- und Forstwirtschaft betrug die Steuermesszahl 6 ‰ (§ 14 GrStG a.F.). Für Grundstücke in den alten Bundesländern betrug die Steuermesszahl zwischen 2,6 ‰ und 3,5 ‰ (§ 15 GrStG a.F.). Für Grundstücke in den neuen Bundesländern lag sie zwischen 5,0 ‰ und 10 ‰. 
Ab 2025 wurde der Einheitswert in den meisten Bundesländern durch den Grundsteuerwert ersetzt. Es gelten auch neue, erheblich niedrigere Steuermesszahlen (§ 14, § 15 GrStG). Die Bundesländer Baden-Württemberg, Bayern, Hamburg, Hessen und Niedersachsen sowie teilweise Berlin, Bremen, Sachsen und das Saarland haben abweichende Grundsteuermodelle eingeführt mit abweichenden Messzahlen, die sich aus den regionalen Grundsteuergesetzen ergeben (Übersicht → Grundsteuermodelle der Bundesländer). Ausgehend vom Grundsteuermessbetrag wird durch die Gemeinde mittels Hebesatz die Grundsteuer berechnet und erhoben.